# ثلاثي فينيل البوران
ثلاثي فينيل البوران (يرمز له أحياناً BPh3 حيث Ph رمز مجموعة الفينيل) هو مركب بورون عضوي له الصيغة B(C6H5)3، ويكون على شكل بلورات بيضاء.

## التحضير
حضّر مركب ثلاثي فينيل البوران لأوّل مرّة سنة 1922. عادة ما يحضر المركب من تفاعل ثنائي إيثيل إيثيرات ثلاثي فلوريد البورون مع كاشف غرينيار بروميد فينيل المغنسيوم.
{\displaystyle \mathrm {BF_{3}.O(C_{2}H_{5})_{2}\ +\ 3\ C_{6}H_{5}MgBr\ \longrightarrow \ B(C_{6}H_{5})_{3}\ +\ 3\ MgBrF\ +\ (C_{2}H_{5})_{2}O} }
يمكن أن يحضر ثلاثي فينيل البوران بطريقة أخرى، وذلك على نطاق أصغر، وذلك من التفكك الحراري لمركب ثلاثي ميثيل أمونيوم رباعي فينيل البورات.
{\displaystyle \mathrm {[B(C_{6}H_{5})_{4}][NH(CH_{3})_{3}]\ {\xrightarrow {\Delta }}\ B(C_{6}H_{5})_{3}\ +\ N(CH_{3})_{3}\ +\ C_{6}H_{6}} }

## الخصائص
إن ثلاثي فينيل البوران هو مركب صلب في الحالة العادية، ويكون على شكل بلورات بيضاء ذات حساسية تجاه الرطوبة وأكسجين الهواء، بحيث تتفكك لدى التماس معها. ينحل BPh3 في المذيبات العضوية العطرية.
يكون لنواة المركب BC3 بنية جزيئية مستوية ثلاثية، تكون فيها مجموعات الفينيل مدوّرة بزاوية مفقدارها 30° عن مستوي المركز.
على الرغم من أن لثلاثي فينيل البوران BPh3 ومثالث (خماسي فلورو فينيل) البورون B(C6F5)3 بنية متشابهة، إلا أن خاصية حموضة لويس لهما مختلفة. إذ أن BPh3 هو حمض لويس ضعيف، في حين أن B(C6F5)3 هو حمض لويس قوي، وذلك نتيجة كهرسلبية ذرات الفلور.

## الاستخدامات
ينتج ثلاثي فينيل البوران بشكل صناعي من حلال عملية مطوّرة من شركة دو بونت من أجل استخدامه في تفاعل السيندة الهيدروجينية Hydrocyanation لمركب بوتاديين إلى مركب أديبونتريل، والذي يعد مركب وسطي في إنتاج النايلون. تنتج شركة دو بونت مركب ثلاثي فينيل البوران من تفاعل فلز الصوديوم مع كلورو البنزن وإستر ثانوي ألكيلي للبورات.

## اقرأ أيضاً
- ثلاثي إيثيل البوران